# Municipio de Plaza
El municipio de Plaza (en inglés: Plaza Township) es un municipio ubicado en el condado de Mountrail en el estado estadounidense de Dakota del Norte. En el año 2010 tenía una población de 38 habitantes y una densidad poblacional de 0,41 personas por km².

## Geografía
El municipio de Plaza se encuentra ubicado en las coordenadas 47°58′42″N 101°56′9″O / 47.97833, -101.93583. Según la Oficina del Censo de los Estados Unidos, el municipio tiene una superficie total de 93.69 km², de la cual 93,69 km² corresponden a tierra firme y (0 %) 0 km² es agua.

## Demografía
Según el censo de 2010, había 38 personas residiendo en el municipio de Plaza. La densidad de población era de 0,41 hab./km². De los 38 habitantes, el municipio de Plaza estaba compuesto por el 100 % blancos. Del total de la población el 0 % eran hispanos o latinos de cualquier raza.